# Bernardo de’ Rossi

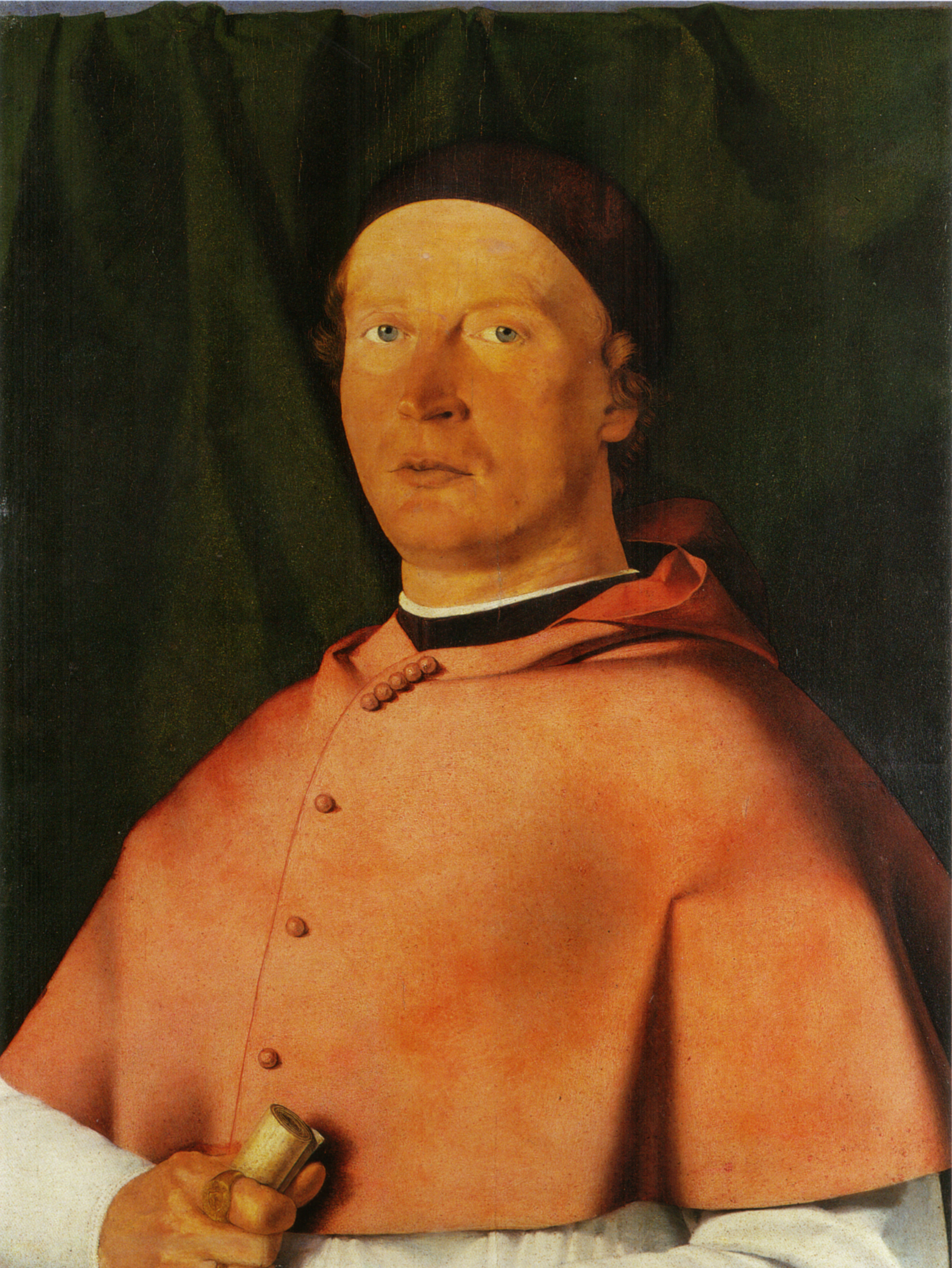
Porträt des Bischofs Bernardo de‘ Rossi (Lorenzo Lotto, 1505)

Bernardo de’ Rossi (* 26. August 1468 in Parma; † 28. Juni 1527 ebenda) war ein italienischer Bischof.

## Biografie
Der Sohn von Guido de’ Rossi und Ambrogina Borromeo wurde 1468 in Parma geboren. Seine Brüder waren Bertrando und Filippo Maria.
Sein Vater, ein Condottiere in Diensten der Republik Venedig, unternahm gegen das Herzogtum Mailand den sogenannten Krieg der Rossis. Mit dem „Frieden von Bagnolo“ 1484 gelang es der Serenissima nicht, ihm seine Besitztümer in der Provinz Parma zu bewahren; im Tausch dagegen garantierte ihm die Stadt ein großzügiges Verhalten und prestigeträchtige Karrieren für seine Söhne. Trotzdem verfolgte er sein Ziel weiter, in sein Heimatland zurückzukehren und dort zu herrschen.
Nach einer Zeit in Ravenna (1483) lebte Bernardo in Verona, wo ihm eine Provision von 55 Dukaten im Monat zugeteilt wurde. Aber bereits 1484 suchte er nach einem Platz im Klerus auf der Suche nach einem Einkommen von mindestens 1800 Dukaten.
Die Regierung hatte ihn zuerst 1485 zum Bischof von Treviso bestimmt, war aber wegen des Einspruchs des Papstes und der Widerstände der Bevölkerung von Treviso gezwungen, ihm Nicolò Franco vorzuziehen. Am 4. April 1487 aber wurde er zum Bischof von Belluno ernannt.
1499, im Alter von 31 Jahren, wurde ihm die Leitung des Bistums Treviso anvertraut, das er durch einige Weihbischöfe regierte: Angelo Lemino und Niccolò Lupi di Gravina, Bischof von Scutari. Dort organisierte er eine kleine Sammlung von Künstlern und Literaten, unter denen die Beiträge des jungen Lorenzo Lotto berühmt sind.  
1503 geriet Bernardo in Konflikt mit dem venezianischen Bürgermeister der Stadt, Girolamo Contarini, und mit den anderen Honoratioren von Treviso, weil er einige Reformen verabschiedet hatte, die die externe Kontrolle kirchlicher Angelegenheiten erschwerten. Im September desselben Jahres zettelte die Familie Onigo eine Verschwörung an, die zum Ziel hatte, ihn zu ermorden, aber ihr Plan wurde entdeckt, bevor sie ihn ausführen konnten.
1509 sah sich Bernardo nach weiteren Kontroversen mit der Republik Venedig gezwungen, seinen Bischofssitz aufzugeben und sich 1510 nach Rom zurückzuziehen. 1522 kehrte er auf die Burg von San Secondo und zum Lehen seiner Familie zurück und versuchte, die Gebiete, die er seinem Familienzweig zurechnete, zurückzuerobern. So fand er sich in einem Kampf gegen Giovanni dalle Bande Nere wieder, der zur Verteidigung seiner Stiefschwester Bianca Riario, der Gattin von Troilo I. de’ Rossi in der Schlacht von San Secondo gerufen wurde. Bernardo floh 1524 nach Parma, wo er seine Kunstsammlungen zurückgelassen hatte, und starb einige Jahre später, vielleicht sogar von seinen Neffen Giovan Girolamo und Bertrando vergiftet.

## Mäzenatentum
Zu den Werken die Bischof De’ Rossi bei Lorenzo Lotto in Auftrag gab, gehören:
- Madonna mit dem Kind, der heilige Märtyrer Petrus und ein Stifter, 1503
- Porträt des Bischofs Bernardo de’ Rossi, 1505
- Allegorie der Tugend und der Laster, 1505 (überdeckt vom Porträt)